# Мудания
Мудания (на турски: Mudanya, на гръцки: τα Μουδανιάс) е град, община и околия във вилает Бурса, Турция. Площта на околията е 369 km2, а населението ѝ е 108 011 души (2022 г.). Мудания е разположена в залива Гемлик, част от южното крайбрежие на Мраморно море. Между 1875 и 1948 г. е свързана с Бурса чрез железопътната линия Мудания – Бурса. В града се произвежда зехтин и има кей, използван от местни риболовни и товарни лодки.

## История
На мястото на Мудания в миналото е имало елинско селище – Апамеа Мирлея.
Според общоосманското преброяване от 1881/82-1893 г. каазата Мудания от вилаета Хюдавендигар има общо население от 16 683 души, които включват 11 792 гърци и 4 891 мюсюлмани. Мудания е пристанищен град, свързан с Бурса чрез железопътна връзка, която е завършена през 1875 г. Железницата има кей на морското пристанище Мудания за износ на стоки. Истанбул често е получател на стоки от Мудания. Коприната е популярен износ.
По време на турската война за независимост Мудания е бомбардирана от Кралския флот на Великобритания, съответно е частично опожарена от британския флот по време на лятната гръцка офанзива от 1920 г. Сержант Шюкрю от Мудания и 9 от неговите братя по оръжие са убити по време на съюзническата бомбардировка и последвалото десантиране от гръцките войски и британските кралски морски пехотинци.
Мудания и околностите му са освободени от турския армейски корпус Коджаели под командването на Халит (Кършиалан) паша на 12 септември 1922 г. Гръцката 11-та пехотна дивизия (дивизия Маниса) и 45-ти и 17-ти пехотни полкове заедно с техните командири и генерал-майор Николаос Кладас са пленени.
Градът е мястото на подписване на примирието от Мудания между Турция, Италия, Франция и Великобритания на 11 октомври 1922 г., след войната за независимост на Турция.
След Договора от Лозана и гръцко-турското споразумение за размяна на население, гърците от града се преместват в континентална Гърция, създавайки на полуостров Халкидики в областта Македония селище, на което дават името на предишния си град Неа Мудания (в превод „Нова Мудания“). В замяна редица критски турци се заселват в Мудания.

## Състав
Околия Мудания обхваща 47 махали.

## Традиционна архитектура
- В тази сграда от османската епоха е подписано примирието от Мудания
- Къщата на управителя от османската епоха
- Традиционна сграда от османската епоха
- Традиционна къща от османската епоха
- Традиционна къща от османската епоха
- Традиционна къща от османската епоха
- Традиционна къща от османската епоха
- Традиционна къща от османската епоха
- Традиционни къщи от османската епоха
- Традиционни къщи от османската епоха
- Традиционни къщи от османската епоха
- Традиционни къщи от османската епоха